# Vårby gård (trakt)

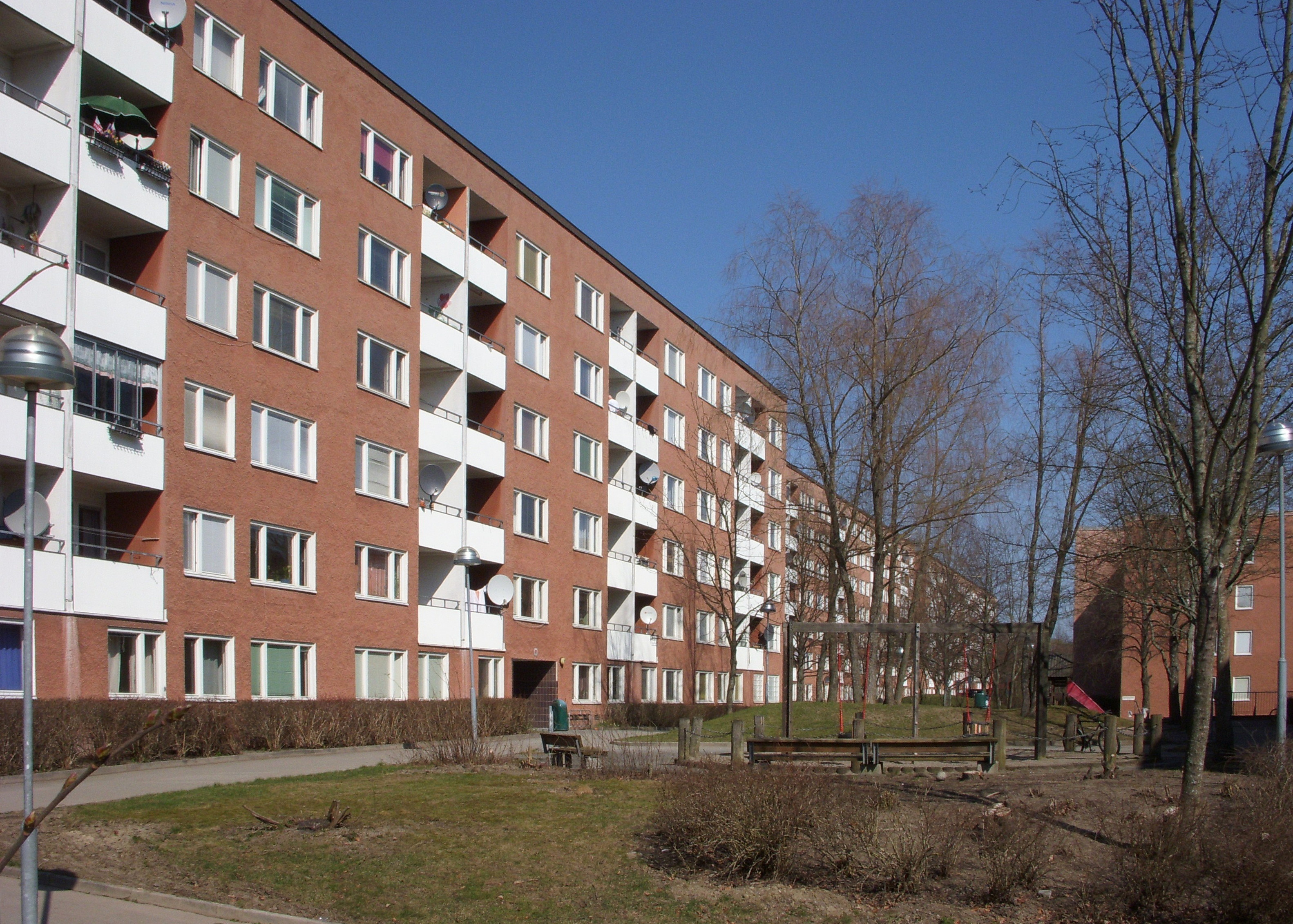
Vårby gårds 1970-talsbebyggelse vid Krongårdsvägen 2009.

Vårby gård är ett bostadsområde uppkallat efter det numera försvunna godset Vårby gård i kommundelen Vårby i Huddinge kommun, Stockholms län. Den utgör en förort till Stockholm och bebyggelsen ingår i sin helhet i tätorten Stockholm. Området har sedan 1972 en station inom Stockholms tunnelbana.

## Omgivningens och godsets historik

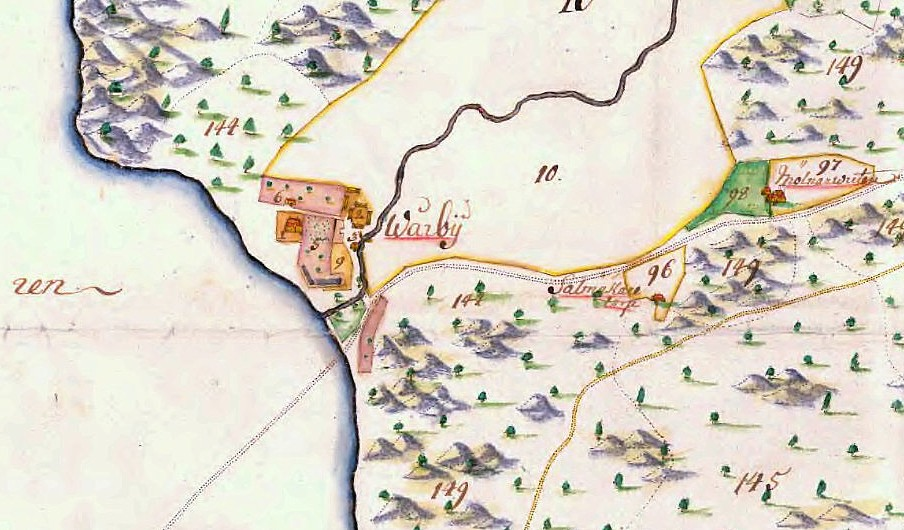
Godset "Wårbÿ" 1703.

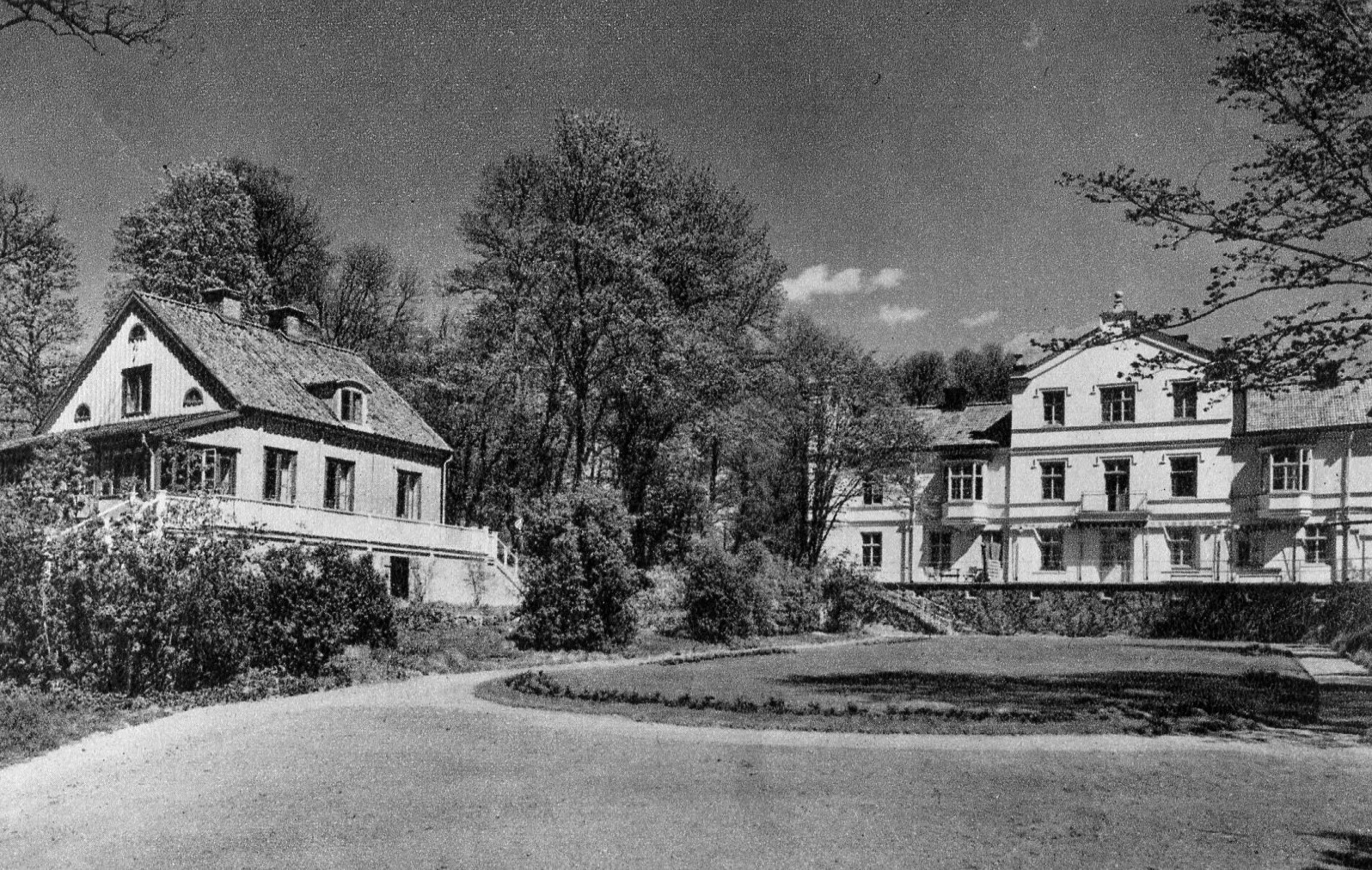
Vårby gård från sjösidan, t.v. arrendatorbostaden, 1951.

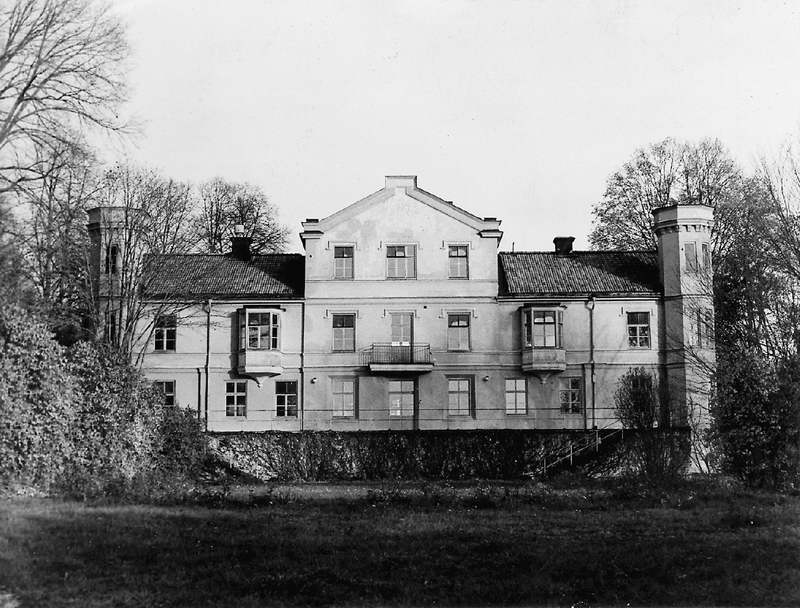
"Vårby slott" på 1960-talet.

Området där Vårbybäckens vattensystem hade sitt utlopp i Mälaren har rika spår av bebyggelse alltsedan stenåldern. Vårby ("Warby" belagt första gången 1381) anses ha haft strategisk betydelse i skyddet av Helgös och Birkas handel - en så stor betydelse att det fått namn efter sin funktion "Vardh by" det vill säga vakternas by. Vårbygodset har därmed under lång tid varit traktens huvudort där exempelvis Smista (dagens Skärholmen), Segeltorp och Sätra varit utgårdar. Bland torpen som lydde under Vårby gård fanns Sadelmakartorp, Lindvreten, Månskär, Altartorp, Spikborn och Kolartorp samt Myrstugan. Det senare var Båtsmanstorp No 102 vid Albysjön nedanför Myrstuguberget och gav området sitt namn.
Orten Vårby har sedan fått sitt namn efter den herrgård som vad man känner till bland annat tillhört medeltida adelsätten Kase (från Uppland), ätten Oxenstierna, varit kronohemman under Gustav Vasa, förlänad till kungens sekreterare adlad Oliveblad 1550 samt till exempel Georg Henrik Jägerhorn (1747-1826). Kartan från 1703 visar Vårby gårds säteri när det var som störst med ett landområde på nära 3x4 kilometer. Då fanns utöver tre utgårdar 18 torp. Några var välbyggda, andra var försedda med "nödiga hus" och fyra stod öde. Diagonalt från norr till syd genomkorsade den på 1660-talet anlagda Södertäljevägen Vårbys ägor.
Mangårdsbyggnaden för Vårby gård ersattes på 1720-talet av en ny byggnad. År 1744 upptar husförhörslängden drygt 100 personer på Vårby, därav bodde 25 på huvudgården. Under 1800-talet ombyggdes huvudbyggnaden och fick då två slottsliknande hörntorn. Siste ägaren till Vårby gård var ingenjören C. Harry Winberg som tillträdde egendomen 1924. Han lät bygga ladugård, vagnslider och en statarbyggnad. År 1926 grundade han ”Vårbybaden” (idag Vårby strandbad) och 1932 lät han bygga en mineralvattenfabrik intill Vårby allé, där han producerade bordsvatten från Vårby källa (se Wårby Bryggerier). I huvudbyggnaden drev han en restaurangrörelse mellan 1928 och 1931. Han avstyckade Smista och Juringe samt villatomter vid Mälaren och 1931 sålde han det som var kvar till Stockholms stad.
År 1938 beslöt Stockholms stad att öppna ett konvalescenthem i byggnaden som hette Wårby Konvalescenthem. Där tog man bland andra emot lungsjuka patienter. På 1950-talet var Vårby gård fortfarande välvårdat, men efter att gården stått oanvänd i flera år och höll på att förfalla utbröt en långdragen strid om byggnadens framtid. En aktionsgrupp ville rädda huset och det kringliggande grönområdet, medan Huddinge kommun ville bygga bostäder på platsen. Den 5 maj 1975 brann byggnaden slutligen ner. Enligt generalplanen från 1978 bevaras området som park. Genom den så kallade Vårbyaffären mellan Stockholms och Huddinge kommuner kom området den 1 januari 1963 i Huddinge kommuns ägo.

## Nutid

### Flerbostadshus
Efter att marken hade 1962/1963 överförts från Stockholms kommun till Huddinge kommun började området planläggas. Regionplanen 1966 för Stockholmstrakten visade översiktligt hur marken skulle användas. Gällande Vårby gård föreslogs att flerbostadshus skulle byggas intill tunnelbanan. Området planerades för  2 900 lägenheter. De första bostadshusen byggdes av HSB vid Lammholmsbacken, med fasader i tegel.
Den stora utbyggnaden av Vårby gård med sin strikta stadsplan och sina loftgångshus i rött tegel längs Bäckgårdsvägen skedde åren 1970 till 1974 i ramen för miljonprogrammet. Dessa uppfördes av det kommunala fastighetsbolaget Huge Fastigheter efter ritningar av arkitekt Andreas Carstens (1926-2000) och var ursprungligen hyresrätter (idag omvandlade till bostadsrätter). De gula flerbostadshusen vid Vårby allé stod klara i november 1973, samtidigt med Vårby gårds centrum. Centrum och bostadshusen hade byggts av Svenska bostäder. År 1974 tillkom de höga hyreshusen utmed Mogårdsvägen med Huge som hyresvärd.

### Panorama

Vårby gårds 1970-talsbebyggelse från miljonprogrammet, vy från Vårbergstoppen, 2019.

### Vårby gårds centrum
Vårby gårds centrum vid Vårby allé invigdes den 29 november 1973, i samband med det fick bostadsområdet Vårby gård även sin officiella invigning. Tunnelbanestationen öppnade redan 1972 och 1975 senare stod även Vårby gårds kyrka klar vid Vårby allé. Kyrkan är en skapelse i postmodern stil ritad av arkitekt Harald Thafvelin. I oktober 2008 invigdes Vårbyhuset i centrum. I byggnaden samlas och samsas skola, fritidsgård, bibliotek, barnkonstmuseum och kommunens kundtjänst, Information Huddinge. Fasaden pryds av en keramikrelief med namn Vårbyskatter skapad av konstnären Mari Pårup. Det var Vårbyskatten som inspirerade henne.

### Bilder

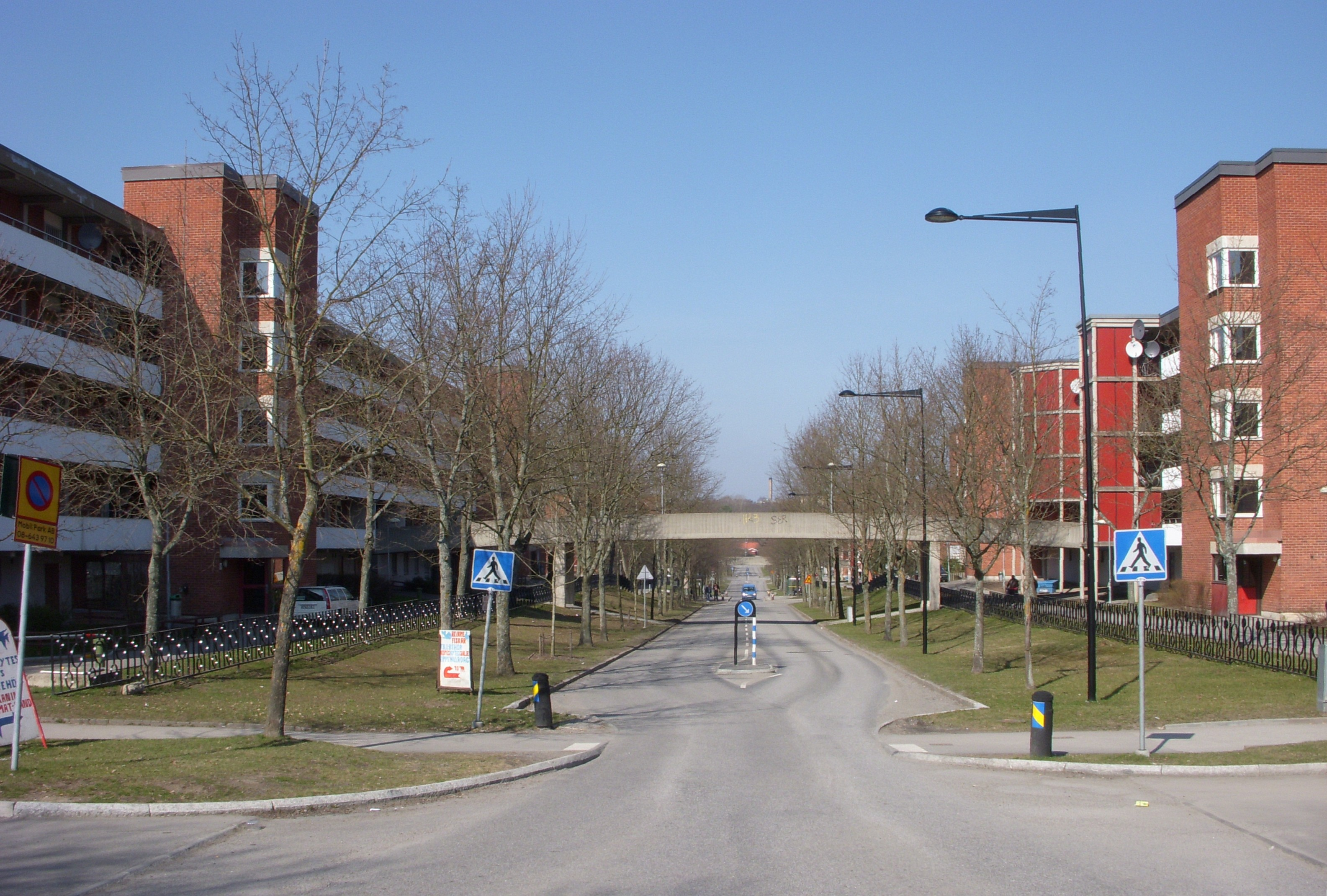
Vårby gård kring Bäckgårdsvägen
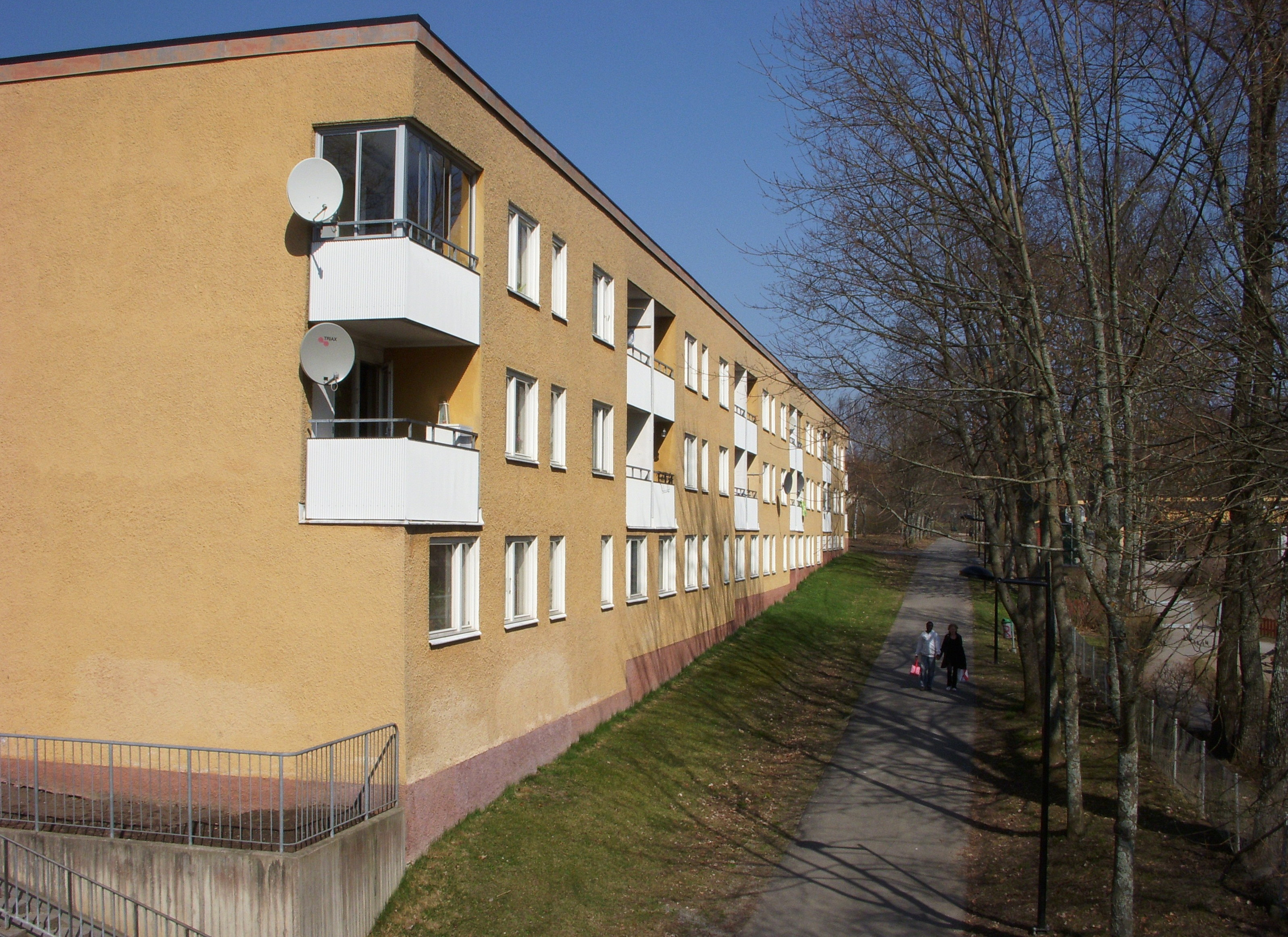
Bostadshus vid Krongårdsvägen
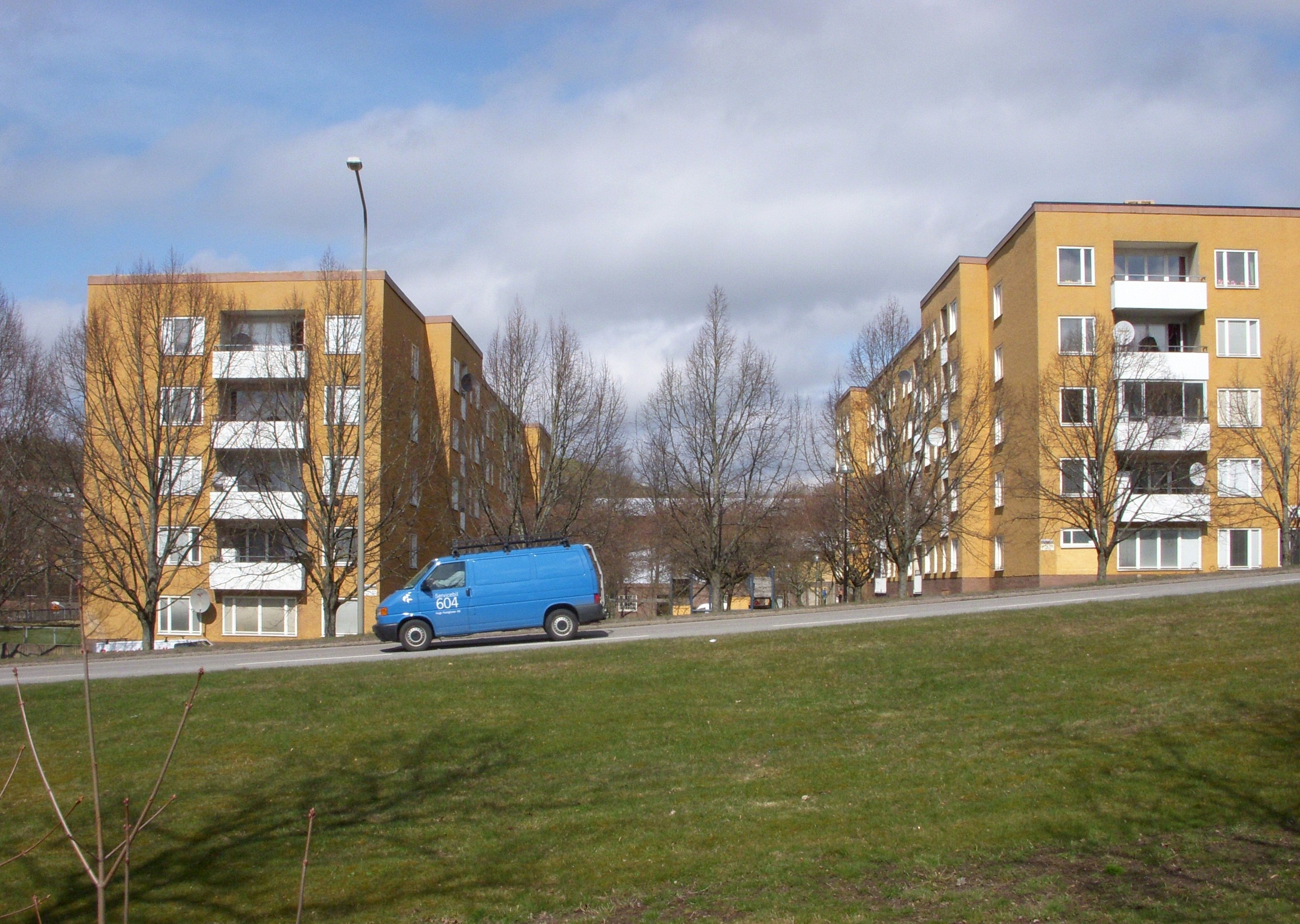
De gula husen längs Vårby allé
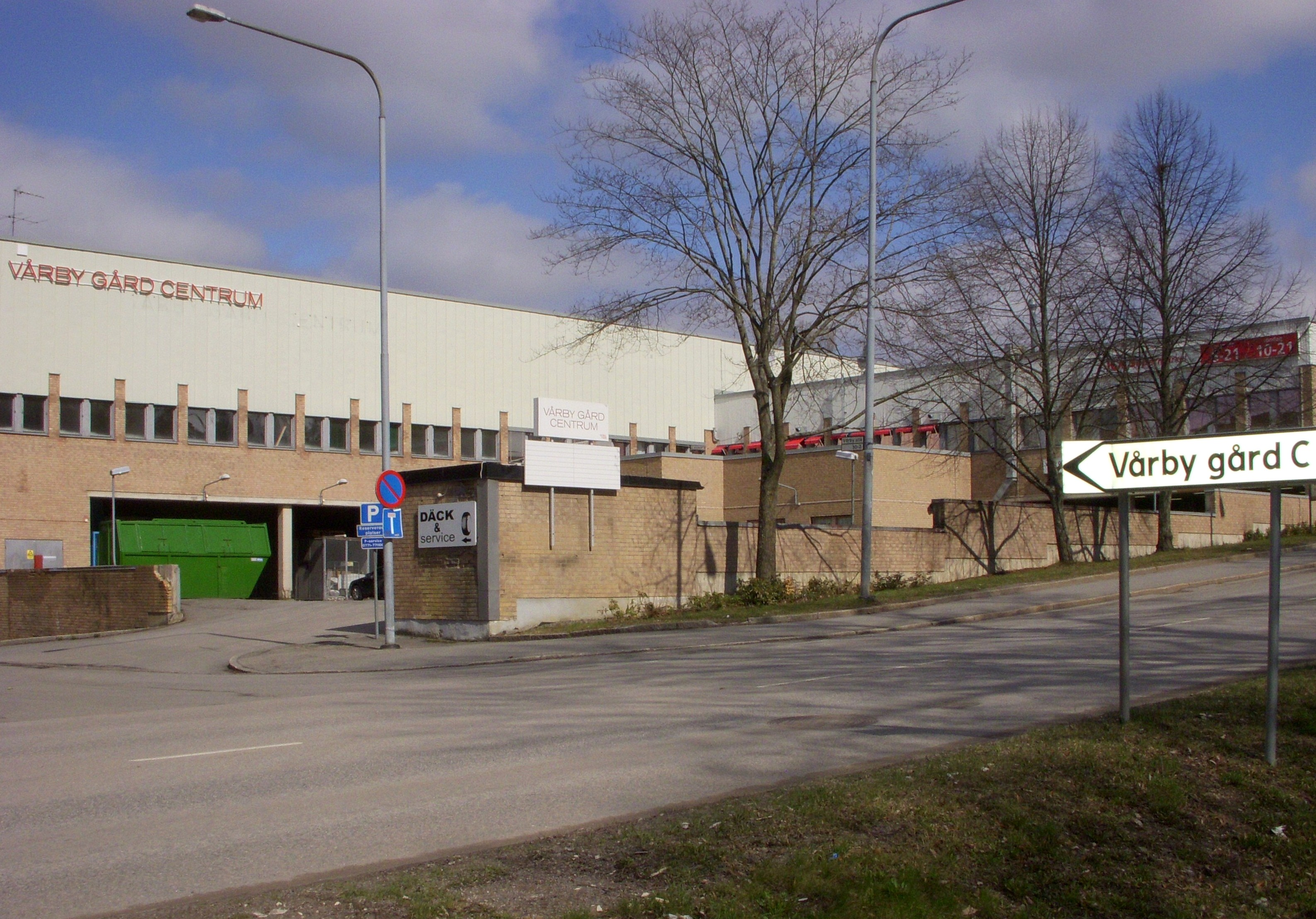
Infart till Vårby gård centrum

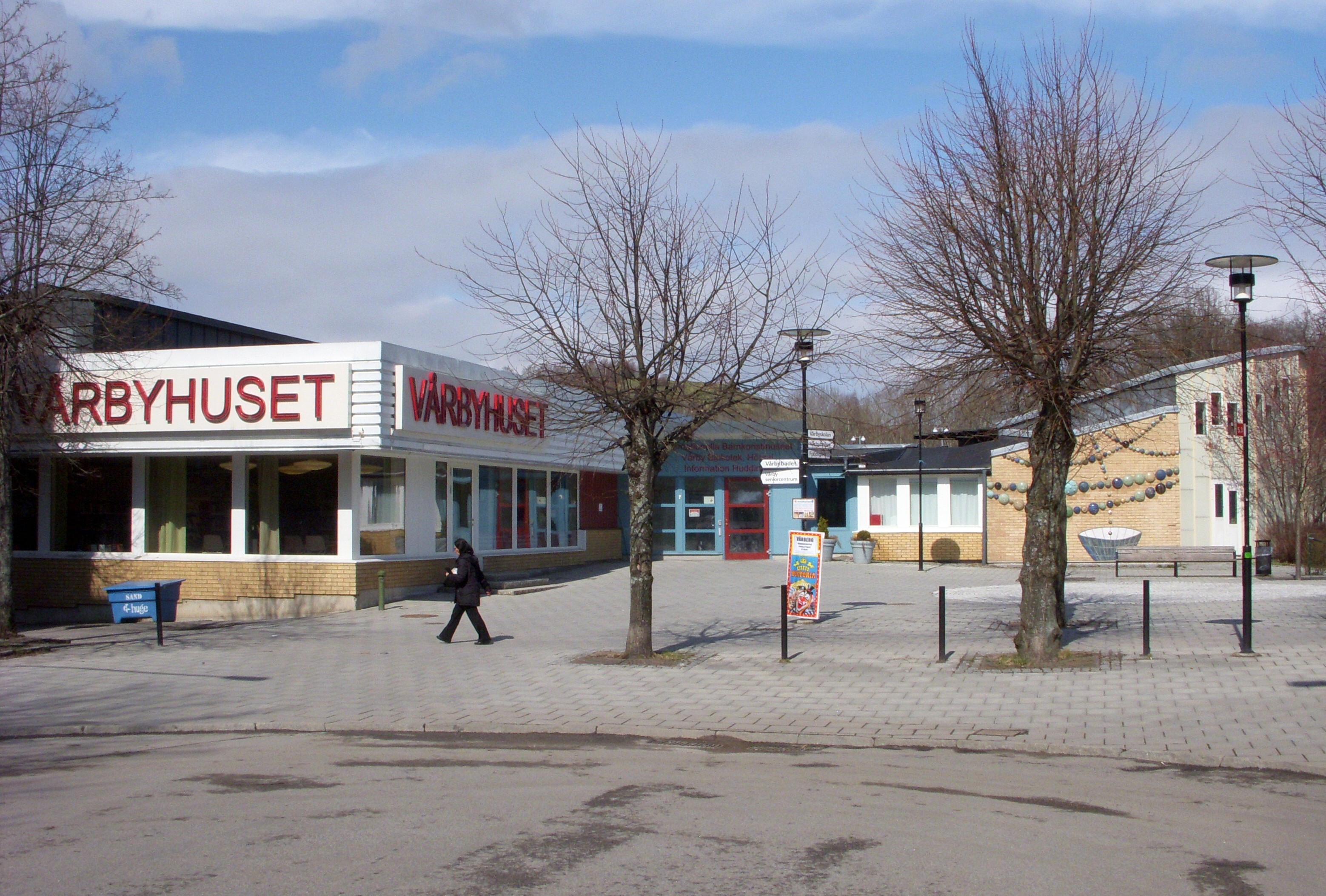
Vårbyhuset
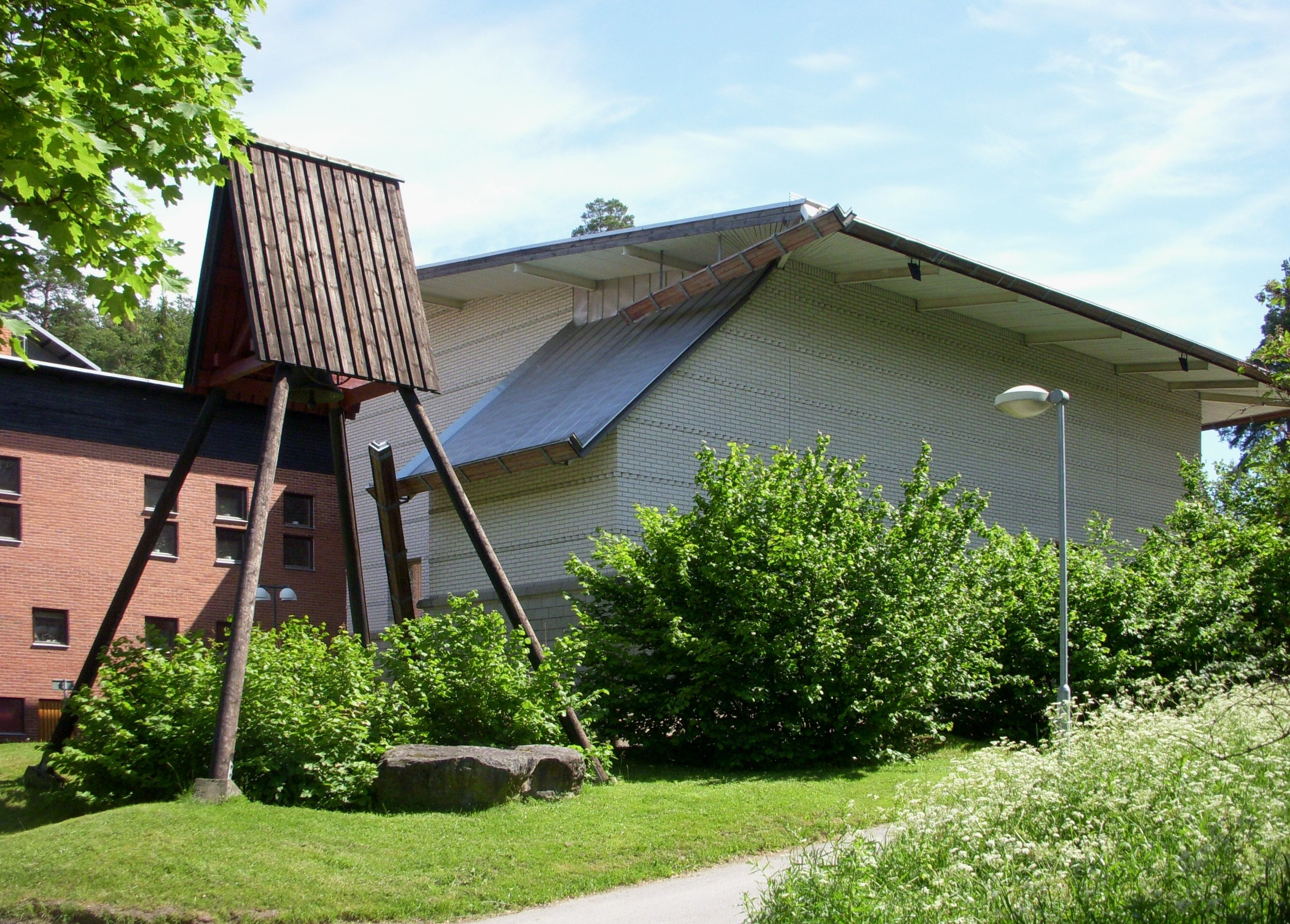
Vårby gårds kyrka
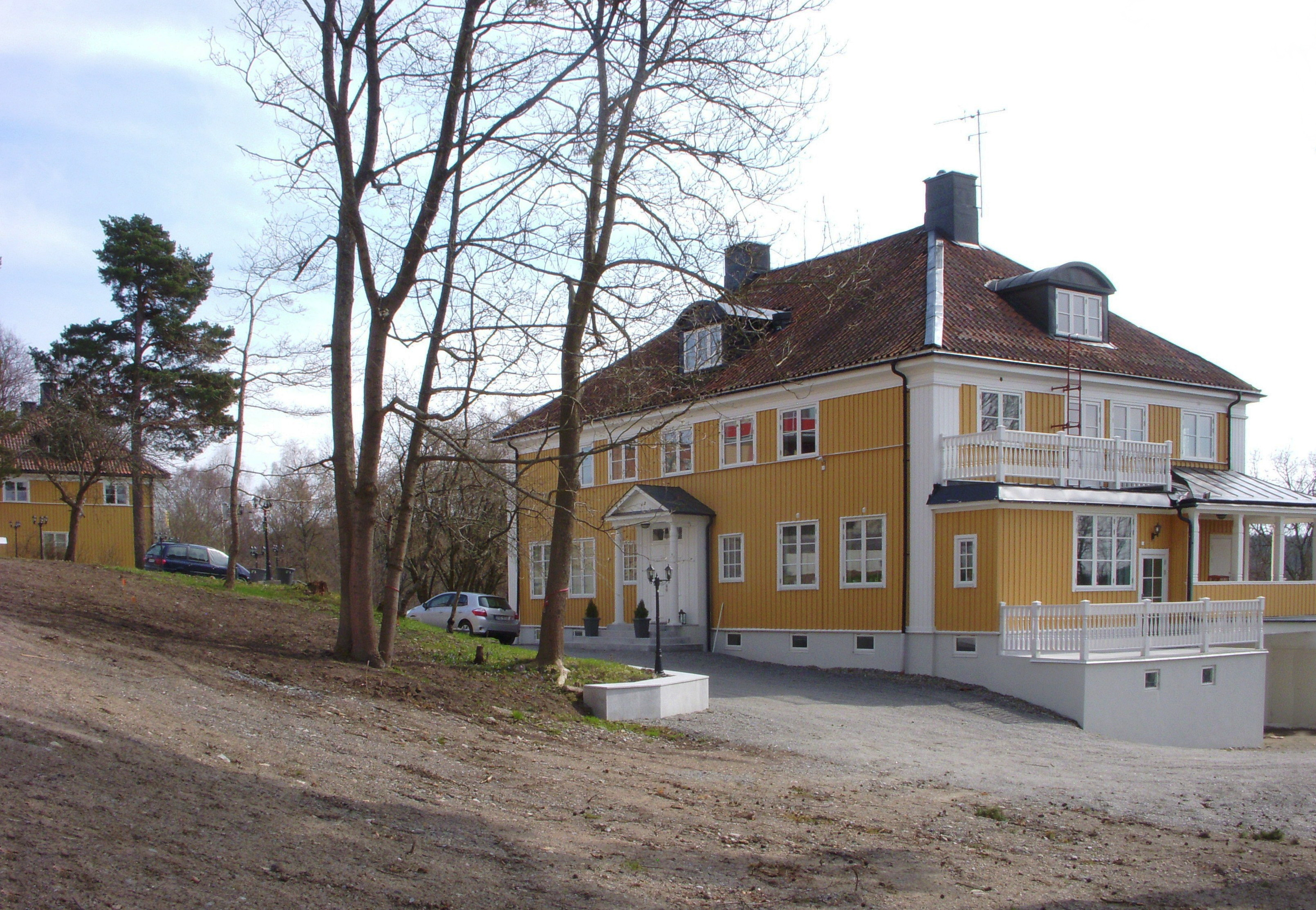
Lilla Korpenhov
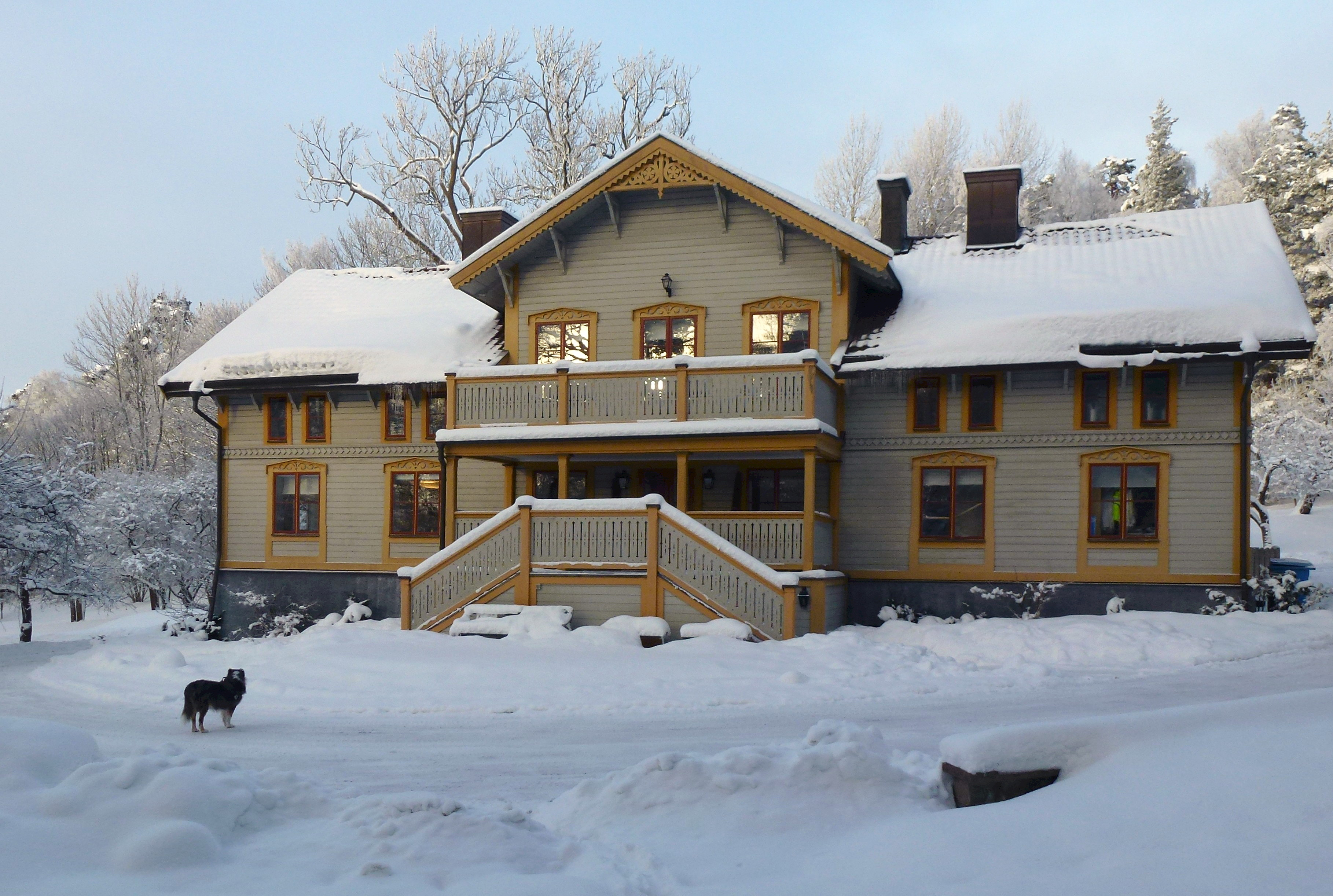
Stora Vårby Källa